# VFC Plauen
VFC Plauen to niemiecki klub piłkarski założony w saksońskim Plauen.

## Reprezentanci kraju grający w klubie
- Skerdilaid Curri
- Ardian Dashi
- Faruk Hujdurović
- Krasimir Bałykow
- Kemo Ceesay
- Irakli Gemazaszwili